# Abádio
Abádio (em latim: Abadius) foi um mártir romano do século IV. Nasceu em Bilgas no Egito. Era um soldado do exército que professou sua fé em Cristo durante o reinado do imperador Diocleciano (r. 284–305). Após confessar sua fé em Calaquis, foi martirizado. É celebrado em 20 de janeiro. A informação sobre ele pode ser achada no Sinaxário Árabo-Jacobita.